# Сјајни и бајни зекани
Сјајни и бајни зекани је амимирана дечија акциона телевизијска серија коју су развили Роберт Скал и Џони Белт, заснована на Superhero Bunny League Џејмија Смарта. Најављена 2022. са 26 епизоде, прве две су имале премијеру на Ник Џуниоровом Јутјуб каналу 22. фебруара 2025, а званачна премијера је била на Никелодиону 19. априла, 2025.

## Радња
Серија прати тим зечијих амтропоморфних суперхероја – радозналог Гипког, веселог Дарка, паметну Анабелу, тиху Миди, обазриву Беку, и нарцисоидног Згодног Стеву – спремни за битку против опасности, на сваки могући начин, док бране Важан Град од свог душманина (и случајног творца) др Злукавице и гомиле смешних зликоваца.

## Ликови

### Сјајни и бајни зекани
- Гипки (глас позајмио Мајлс Џеј Харви) је зекан који поседује еластичност. Епизоде "Awesome Guy!" и "Cheese Zombies" откривају да је Гипког лако обманути, и да има моменте неодлучности.
- Згодни Стивен "Стева" (глас позајмио Мајкл Кронер) је проглашени згодни зекан који поседује надљудску снагу и лет, епизода "Kanga Ruiner!" открива да може да лете брже од 960 km/h (~600 миља на сат).
- Ребека "Бека" (глас позајмила Михаела Диц) је зечица која поседује електрокинетичке моћи и вози Шаргарепомобил, епизода "Chocolate Bunnies!" открива да не воли када је зову Ребека.
- Дарко (глас позајмио Латрис Ројал) је крупни зекан који поседује моћ раста.
- Др Анабела (глас позајмила Рамона Јанг) је зечица коју је претходно поседовао Др Злукавица и оснивачица је Сјајних и бајних зекана која поседује побољшану интелигенцију. Такође не може да чува тајне.
- Миднајт "Миди" Бан Бан је тиха зечица у нинџа руху, са сеновитим моћима, која је најмања у групи. Такође не воли када је зову слатком, и најхрабрија је у групи.

### Споредни ликови
- Приповедачица (глас позајмила Џанел Џејмс) је глас који приповеда епизоде, изговара наслове епизода, и коментарише дешавања.
- Градоначелница Gigglebottom (глас позајмила Криција Бахос) је градоначелница Важног Града.
  - Јоланда "Јо-Јо" Gigglebottom (вокалне ефекте извела Кристина Милиција) је градоначелницино дете.
- Саветница Срећног кампа (глас позајмила Сирена Ирвин) је неименована камперска саветница у Срећном кампу где се сви приведени зликовци шаљу.
- Репортерка (глас позајмила Секунда Вуд) је извештачица у Важном Граду.
- Шеф (глас позајмио Крис Филипс) је неименовани шеф у лабораторији Важног Града. Често је свестан тога да су неки научници запослени у лабораторији Важног Града заправо прерушени зликовци.
- Бигфут (глас позајмио Фред Таташор) је криптид који живи у шуми Важног Града.

### Антагонисти
- Др Франсис Злукавица (глас позајмио Фред Столер) је луди научник и првобитни власник др Анабел који је главни антагониста серије. Он је тај који је случајно дао члановима Сјајних и бајних зекана њихове моћи и антропоморфна обличја, онда када су били обични зечеви, када је подесио изум за гриловани сир на Сјајно и бајно подешавање.
  - Fuzzbot (глас позајмио Арни Пантоха) је роботски послушник др Злукавице. За разлику од свог господара, Fuzzbot воли Сјајне и бајне зекане, што нервира др Злукавицу.
- Господар Кисели (глас позајмио Робин Аткин Даунс) је зли чаробњак који баца киселе чини на све. Случајно је реанимиран из свог скамењеног затвора када је део његовог штапа спојен са штапом од стране радника на минијатурном голф терену.
  - Киселоусти је змај господара Киселог који бљује кисело.
- Док Чок (глас позајмио Флула Борг) је локални чоколадијер чија посебна посластичарска пушка има моћ да зароби људе у праву чоколаду.
- Lizard Lips/Ordinary Scientist (глас позајмио Петон Освалт) је хуманоидни гуштерски научник и самопроглашени "Господар диносауруса".
- Капетан Stickybeard (глас позајмила Керол Кејн) је гусарска капетаница групе свемирских пирата која лови слаткише.
- Auntie Freeze/Louise (глас позајмила Џејми Мојер) је научница која је ковала план да искористи своју формулу да замрзне свет због тога што је лоша пливачица.
- Litterbug (глас позајмио Крис Филипс) је антропоморфна бубашваба која чини злочине бацаћем отпада.
- Професор Sourpuss (глас позајмио Мајкл Кронер) је антропоморфни мачак који је цимер у Срећном кампу.
- Stank Monster (гласовне ефекте извео Фред Таташор) је радиоактивно одорно чудовиште које се храни смрадом.
- Hoot'n Annie је жена која краде обданицу. Такође назива народ Важног Града "обожаватељима сунца".
- Varmint је Hoot'n Annie-ин помоћник ракун.

### Остали ликови
- Awesome Guy (глас позајмио Патрик Ворбертон) је мушкарац по имену Тип који се понаша попут суперхероја за мање случајеве и јако велике "мишиће".
- Kanga Ruiner (глас позајмио Ли Џоел Скот) је антропоморфна коала која се возика у џиновском роботском кенгуру по имену Mecha-Roo и упропаштавао је ствари у Сенди Харбору, у Аустралији. Након што му је дата наруквица другарства Згодног Стеву, Kanga Ruiner више није био негативац, јер никада раније није имао друга.
- Алберто (глас позајмио Дени Трехо) је власник камиона с храном који продаје такосе.
- Ванземаљци (гласовне ефекте извео Фред Таташор) су неидентификована зеленопута ванземаљска раса, грешком протумачена за зликовце јер је др Анабела имала потешкоће са преводиоцем ванземаљских језика. На Земљу су дошли само због Албертових такоса.

## Улоге
| Улога                       | Оригинални глас                             | Српски глас         |
| --------------------------- | ------------------------------------------- | ------------------- |
| Гипки                       | Мајлс Џеј Харви                             | Никола Тодоровић    |
| Стева                       | Мајкл Кронер                                | Немања Вановић      |
| Бека                        | Михаела Диц                                 | Анђела Џаферовић    |
| Дарко                       | Латрис Ројал                                | Александар Глигорић |
| Др Анабела                  | Рамона Јанг                                 | Јана Пауновић       |
| Миди                        | нема дијалога                               | нема дијалога       |
| Приповедачица               | Џанел Џејмс                                 | Софија Јуричан      |
| Градоначелница Gigglebottom | Криција Бахос                               | TBA                 |
| Јо-Јо Gigglebottom          | Кристина Милиција                           | TBA                 |
| Саветница                   | Сирена Ирвин                                | TBA                 |
| Репортерка                  | Секунда Вуд                                 | TBA                 |
| Шеф                         | Крис Филипс                                 | TBA                 |
| Бигфут                      | Фред Таташор                                | TBA                 |
| Франсис Злукавица           | Фред Столер                                 | Лако Николић        |
| Fuzzbot                     | Арни Пантоха                                | TBA                 |
| Господар Кисели             | Робин Аткин Даунс                           | Бранислав Јевтић    |
| Док Чок                     | Флула Борг                                  | TBA                 |
| Lizard Lips                 | Петон Освалт                                | TBA                 |
| Капетан Stickybeard         | Керол Кејн                                  | TBA                 |
| Auntie Freeze               | Џејми Мојер                                 | TBA                 |
| Litterbug                   | Крис Филипс                                 | TBA                 |
| Професор Sourpuss           | Мајкл Кронер                                | TBA                 |
| Stank Monster               | Фред Таташор                                | TBA                 |
| Hoot'n Annie                | непознато                                   | TBA                 |
| Гђа Fuzzleglove             | Ларејн Њуман                                | TBA                 |
| Awesome Guy                 | Патрик Ворбертон                            | TBA                 |
| Kanga Ruiner                | Ли Џоел Скот                                | TBA                 |
| Алберто                     | Дани Трехо                                  | TBA                 |
| Ванземаљци                  | Фред Таташор                                | TBA                 |
| Клинка                      | Сирена Ирвин                                | непознато           |
| Морско чудовиште            | Џони Белт                                   | Милош Ђуричић       |
| Фантастични глас            | Зехра Фазал                                 | Ања Орељ            |
| Сморени тинејџер            | Мајкл Кронер                                | непознато           |
| Дете #1                     | Мајкл Кронер                                | непознато           |
| Грађанка #1                 | Зехра Фазал                                 | TBA                 |
| Дете #2                     | Рамона Јанг                                 | TBA                 |
| Дете #3                     | Секунда Вуд                                 | TBA                 |
| Дете #4                     | Секунда Вуд                                 | TBA                 |
| Инсерти                     | /                                           | TBA                 |
| Наслов серије               | /                                           | Софија Јуричан      |
| Уводна песма                | Летисија Вулф Дејвид Кеј Мартин (бек вокал) | Mateya              |